# Немецкий язык в ГДР
Неме́цкий язык Герма́нской Демократи́ческой Респу́блики (нем. die Sprache der DDR, das DDR-Deutsch) — термин, используемый для обозначения немецкого языка государства ГДР, существовавшего с 1949 по 1990 год. Само понятие «язык ГДР» не предполагает существенного различия от «языка ФРГ», его не рассматривают как обозначение исторического этапа развития немецкого языка. Язык ФРГ, подверженный большему влиянию английского языка, лёг в основу языка объединённой Германии. Тем не менее, часто язык, называемый «бундесдойч», противопоставляют языку ГДР.
Чаще всего язык ГДР воспринимают как «чистый немецкий, испорченный советскими эвфемизмами и идеологической лексикой». Такое отношение к языку, крайне негативное, было обычным для жителей ФРГ (СМИ западной Германии редко признавали существование языка ГДР, указывая лишь на то, что принципиальное отличие «языка востока» от «языка запада» в словоупотреблении, идиоматике и лексике). Современные исследователи также неоднозначно относятся к такому феномену как язык ГДР.

## Исторические предпосылки

Оккупационные зоны (1949)

После победы антигитлеровской коалиции во Второй мировой войне, Германия была поделена союзниками на четыре зоны оккупации (американская, британская, французская и советская). В 1949 году в ответ на создание ФРГ в советской оккупационной зоне была провозглашена Германская Демократическая Республика, провозгласившая курс на социализм. С этого времени начинается усиление советского влияния на культуру и образование ГДР. Недовольство политикой социалистов нарастало, и в 1961 году для предотвращения массового бегства людей из ГДР и утечки высококвалифицированных кадров в Западный Берлин было принято решение о сооружении Берлинской стены, что окончательно изолировало восточных немцев от своих соседей в ФРГ.

## Лексика и идиоматика

### Различия в лексике на западе и на востоке

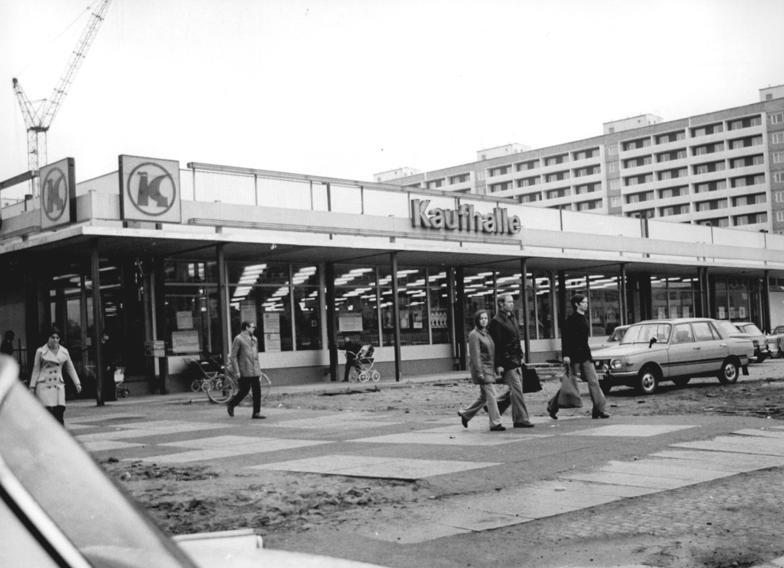
Kaufhalle в Дрездене, 1974

В западной и восточной Германии для некоторых понятий употреблялись различные слова, малознакомые собеседникам из противоположной стороны. В частности, в ФРГ начали появляться англицизмы, а в ГДР — советизмы, включая переводные кальки из русского языка.
Например, употреблялись следующие слова:
|                                 | ГДР                     | ФРГ          |
| ------------------------------- | ----------------------- | ------------ |
| куриные окорочка                | Broiler                 | Hähnchen     |
| пластмасса                      | Plaste                  | Plastik      |
| супермаркет, магазин            | Kaufhalle               | Supermarkt   |
| регион, территория              | Territorium             | Region       |
| железная банка (напр. для пива) | Büchse                  | Dose         |
| песочница                       | Buddelkiste / Sandkiste | Sandkasten   |
| личная карта (документ)         | Kaderakte               | Personalakte |
| коллектив, группа (на работе)   | Kollektiv               | Team         |

По словам эксперта по языку ГДР Манфреда Хелльмана, язык простых «осси» и «весси» не слишком отличался друг от друга. Так, различными были всего от 800 до 3000 слов (по разным оценкам), то есть, не более 3 % слов немецкого языка. В то же время различия в официальном языке газет (например, восточной «Neues Deutschland» и западной «Die Welt»), особенно в статьях о политике или экономике, доходили до 10% лексикона.

### «DDR-typisch», или типично ГДРовская лексика

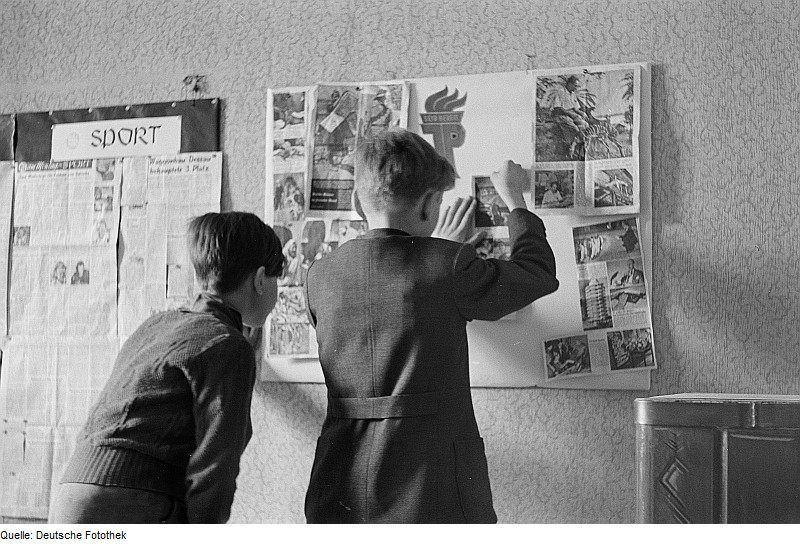
Wandzeitung в ГДР — калька с русской «стенгазеты»

Характеризуя лексику немецкого языка в ГДР, немецкие исследователи используют термин «типично ГДРовская лексика» (DDR-typische Lexeme). К ней относятся только те слова, которые возникли в ГДР при влиянии русского языка или социалистической идеологии, но не связанные с местными диалектами.
Например, типично ГДРовскими и непонятными западным немцам были такие выражения как:
|                             | ГДР                         | ФРГ            |
| --------------------------- | --------------------------- | -------------- |
| «скорая медицинская помощь» | Schnelle Medizinische Hilfe | Rettungsdienst |
| стоматолог                  | Stomatologe                 | Zahnarzt       |

Следуя территориальному аспекту, можно выделить такие слова как Broiler, Kombine, Plaste, Traktorist, Brigade. Хотя они и являются характерным для ГДР, тем не менее, употребляются и в других немецких регионах, поэтому не могут быть однозначно расценены как слова языка ГДР. Выражения и словосочетания немецкого языка, которые приобрели собственный смысл в ГДР, также попадают под определение типично ГДРовских. Например, Volk и Buchhandlung — Volksbuchhandlung, Jugend и Leben — Jugendleben, Held и Arbeit — Held der Arbeit. Некоторые слова были калькированы из русского: «стенгазета» — Wandzeitung, «дом культуры» — Haus der Kultur или Kulturhaus. В фразеологии языка ГДР часты были фразеологические сочетания. Например: zum Hochschulstudium delegieren. Встречались советские или собственные идеологические клише: Bodenreform, demokratische Umgestaltung auf dem Lande, entstanden Volkseigene Güter. По-своему особенным был способ построения обращений, которые часто включали слово wert («дорогой»): Werte Kollegin («дорогой товарищ» (обращение к женщине)), Werter Herr. Такие обращения сегодня могут восприниматься скорее оскорбительно, чем уважительно, особенно при частом повторении.

### Лозунги
Одним из средств идеологического влияния с применением новых языковых форм являются лозунги ГДР. Они использовались обычно в первомайские праздники либо на демонстрациях во время других праздников. Эти лозунги писались на транспарантах и вывесках и имели широкое хождение. Некоторые из них искажались и передавались в ироничном смысле. Примеры лозунгов:
- Alles für das Volk, alles mit dem Volk, alles durch das Volk! (Всё для народа, всё вместе с народом, всё благодаря народу!)
- Alles zum Wohle des Volkes! (Всё — на благо народа!)
- Arbeite mit, plane mit, regiere mit! (Вместе работаем, планируем, управляем! — см. также ст. 21 Конституции ГДР 1974 года)
- Der Marxismus ist allmächtig, weil er wahr ist или Die Lehre von Marx ist allmächtig, weil sie wahr ist (Учение Маркса всесильно, потому что оно верно — цитата Ленина)
- Der Sozialismus ruft uns alle — искажается как Der Sozialismus rupft uns alle (Социализм зовёт всех нас — Социализм ощипывает всех нас)
- Der Sozialismus siegt — искажается как Der Sozialismus siecht (Социализм побеждает — Социализм чахнет, использовался в Дрездене)
- Die Partei ist die Vorhut der Arbeiterklasse (Партия — авангард рабочего класса)
- Grundfrage der Philosophie (Главный вопрос философии)
- Erster Mai (Первое Мая)
- Ewige Freundschaft mit der ruhmreichen Sowjetunion (Вечная дружба со славным Советским Союзом)
- Für Frieden und Völkerfreundschaft (За мир и дружбу между народами)
- Für Frieden und Sozialismus seid bereit! Immer bereit! (За дело мира и социализма будь готов! — Всегда готов! — пионерский лозунг)
- Im Mittelpunkt steht der Mensch (В центре всегда стоит человек). Вариант: Der Mensch steht im Mittelpunkt der sozialistischen Gesellschaft (Человек — центр социалистического общества)
- Jedermann an jedem Ort — einmal in der Woche Sport! или Jedermann an jedem Ort — mehrmals in der Woche Sport! (Люди, дома и в отделе — больше спорта на неделе! — цитата Вальтера Ульбрихта)
- Mit jeder Mark, jeder Minute, jedem Gramm Material einen höheren Nutzeffekt! (От каждой марки, каждой минуты, каждого грамма сырья — максимальный эффект!)
- Ohne Gott und Sonnenschein bringen wir die Ernte ein (Без Господа и солнечного света соберём урожай)
- Proletarier aller Länder — vereinigt Euch! — шуточная пародия: Vegetarier aller Länder — vereinigt Euch! (Пролетарии всех стран, соединяйтесь! — Вегетарианцы всех стран, соединяйтесь!)
- Schöner unsere Städte und Gemeinden — Mach mit! (Работай с нами, украшая наши города и общины! — ежегодно проводившиеся призывы к общественной работе)
- So wie wir heute arbeiten, werden wir morgen leben (Как мы работаем сегодня, так мы будем жить завтра; авторство лозунга приписывается ударнице труда прядильщице Фриде Хокауф[нем.][6][7])
- Unsere ganze Kraft für die Erfüllung des 5-Jahrplanes (Все силы на выполнение пятилетнего плана)
- Unsere ganze Schöpferkraft für den Sozialismus (Все наши творческие силы для социализма)
- Von der Sowjetunion lernen heißt siegen lernen (Учиться у Советского Союза — значит учиться побеждать) — искажается как Von der Sowjetunion lernen heißt siechen lernen (Учиться у Советского Союза — значит учиться чахнуть)
- Waffenbrüder — Klassenbrüder (Братья по оружию — братья по классу)
- Wir sind die Sieger der Geschichte (Мы — победители истории)
- Wo ein Genosse ist, da ist die Partei — also die besseren Argumente! (Где товарищ, там и партия — лучшие аргументы!)

## В массовой культуре
- В сериале Германия-83 будущий восточногерманский шпион учится говорить на «бундесдойче»: вместо Kaufhalle — Supermarkt, вместо Plaste — Plastik, вместо Apfelsine — Orange и т. д.

## После объединения
По словам эксперта по языку ГДР Манфреда Хелльмана, после объединения Германии, типичная лексика ГДР исчезла, и восточным немцам пришлось полностью переходить к западнонемецкой лексике. Из всех 800—1400 восточногерманских лексем в «бундесдойч» проникли лишь некоторые из них, например, Exponat или Fakt. Несколько слов из ГДР можно ещё услышать в регионах Восточной Германии.